# Gennadi Alexejewitsch Mjasnikow
Gennadi Alexejewitsch Mjasnikow (russisch Геннадий Алексеевич Мясников; * 12. September 1919 in Sosnowka, Region Perm, Russland; † 16. Januar 1989 in Moskau, Russland) war ein sowjetischer Szenenbildner und Artdirector. Er war seit 1972 Mitglied der KPdSU.

## Biographie
Gennadi Mjasnikow wurde im Dorf Sosnowka im Region Perm geboren, verbrachte aber seine Kindheit in Lyswa. Er absolvierte 1938 die Fachschule für bildende Künste in Perm und 1943 das Staatliche Institut für Kinematographie (VGIK). Anschließend unterrichtete er am VGIK, wo er ab 1976 eine Professur innehatte.
Bei der Oscarverleihung 1969 wurde er zusammen mit Michail Bogdanow für seine Arbeit in Sergei Bondartschuks Krieg und Frieden für den Oscar für das beste Szenenbild nominiert, doch die Trophäe ging schließlich an das künstlerische Team von Oliver. Seine Filmkarriere dauerte mehr als vierzig Jahre. Er arbeitete an zwei Filmen mit, die bei den Filmfestspielen in Cannes ausgezeichnet wurden: Die Helden vom Schipka-Pass von Sergei Wassiljew (Regiepreis 1955) und The Cossacks von Wassili Pronin (Goldene Palme 1961).
Gennadi Miasnikow starb in Moskau und wurde auf dem Wostriakowo-Friedhof beigesetzt.
Heutzutage werden die Werke von Mjasnikow in der Kunstsammlung des Staatliches Zentrales Kinomuseum aufbewahrt. Laut Testament gingen mehr als hundert Zeichnungen, Filmskizzen und grafische Werke des Künstlers an das Lysva-Museum. Diese Werke wurden erstmals im April 2009 in dem Staatliches Kunstmuseum Perm ausgestellt.

## Filmographie(Auswahl)
- 1946: Die steinerne Blume (Каменный цветок) von Alexander Ptuschko
- 1950: Flammende Herzen (Смелые люди, Smelye lyudi) von Konstantin Judin
- 1951: Lockende Ferne (Пржевальский) von Sergei Jutkewitsch
- 1955: Die Helden vom Schipka-Pass (Герои Шипки) von Sergei Wassiljew
- 1957: Ein Kommunist (Коммунист) von Juli Raisman
- 1957: Fahrt über drei Meere (Хождение за три моря) von Wassili Pronin und Khwaja Ahmad Abbas
- 1961: The Cossacks (Казаки, Kazaki) von Wassili Pronin
- 1967: Krieg und Frieden (Война и мир, Voyna i mir) von Sergei Bondartschuk
- 1978: Eine sonderbare Frau (Странная женщина, Strannaya jenchthina) von Juli Raisman.

## Nominierungen und Auszeichnungen
- 1969: Nominierung für den Oscar für das beste Szenenbild für Krieg und Frieden  bei der 41. Oscar-Verleihung.
- 1970: Nominiert als beste Szenenbild bei den 23. British Academy Film Awards für Krieg und Frieden.